# NGC 4807
NGC 4807 (другие обозначения — UGC 8049, MCG 5-31-6, ZWG 160.17, PGC 44037) — галактика в созвездии Волосы Вероники.
Находится на расстоянии 100 Мпк, её эффективный радиус равен 6,7 минутам дуги. За пределами удвоенного эффективного радиуса в этой галактике по массе доминирует тёмная материя. Её наблюдаемое распределение хорошо описывается и профилем Наварро — Френка — Уайта, и логарифмическим потенциалом. Наблюдаемая анизотропия в кинематике может быть объяснена либо выделённостью звёздного населения, либо формой гало в виде трёхосного эллипсоида.
Этот объект входит в число перечисленных в оригинальной редакции «Нового общего каталога».